# الیزابت هنریتا (۱۸۱۶)
الیزابت هنریتا (۱۸۱۶) (به انگلیسی: Elizabeth Henrietta (1816)) یک کشتی بود. این کشتی در سال ۱۸۱۶ ساخته شد.